# Ceratagallia pera
Ceratagallia pera är en insektsart som beskrevs av Paul W. Oman 1939. Ceratagallia pera ingår i släktet Ceratagallia och familjen dvärgstritar. Inga underarter finns listade i Catalogue of Life.